# Boulton-Katritzky-Umlagerung
Die Boulton-Katritzky-Umlagerung wurde erstmals von ihren Namensgebern A. John Boulton und Alan Katritzky im Jahre 1962 veröffentlicht. Bei der Reaktion handelt es sich um eine cyclische Umlagerung von Heterocyclen im sauren oder basischen Milieu bzw. unter Lichteinwirkung.

## Übersichtsreaktion
Die Übersichtsreaktion wird in Literatur beschrieben: 

## Reaktionsmechanismus
Beim Reaktionsmechanismus handelt es sich um eine [1,9]-sigmatrope Umlagerung, eine spezielle Form der pericyclischen Reaktion. Die mechanistischen Details werden in der Literatur beschrieben:

## Praktische Anwendung
Die Boulton-Katritzky-Umlagerung ist ein Schlüsselschritt in der Synthese komplexer substituierter Heterocyclen.  
Aus Methyl-3-aminocrotonat und 4,5-Dichlor-1,2,3-dithiazoliumchlorid wird beispielsweise Methyl-5-cyano-methylisothiazol-4-carboxylat hergestellt.